# Мембранный насос

CFD-анимация работы мембранного насоса

Мембранный насос (также диафрагменный насос или диафрагмовый насос) — объёмный насос, рабочий орган которого — гибкая пластина (диафрагма, мембрана), закреплённая по краям; пластина изгибается под действием рычажного или кулисного механизма (механический привод), соленоида или в результате изменения давления воздуха (пневматический привод) или жидкости (гидравлический привод), выполняя функцию, эквивалентную функции поршня в поршневом насосе.
Мембранные насосы могут применяться когда необходимо перекачивать вязкие, загрязнённые или агрессивные жидкости под небольшим давлением. Например в строительстве используются мембранные растворонасосы, для подачи раствора к месту укладки при больших объемах работ. Правда для перекачки минеральных масел данные насосы непригодны, за исключением тех случаев, когда мембрана и уплотнения делаются из прочного и стойкого к маслу и окислительным средам фторкаучука. Также используются в качестве автомобильных бензонасосов.